# Heizkraftwerk Industriepark Höchst
Das Heizkraftwerk Industriepark Höchst dient zur Versorgung des Industrieparks Höchst mit elektrischer Energie und Prozesswärme. Betreiber des Kraftwerks ist Infraserv Höchst.
Zum Heizkraftwerk gehören drei Blöcke, die in Kraft-Wärme-Kopplung betrieben werden und damit einen Energieausnutzungsgrad von über 90 Prozent erreichen: Block A besteht aus einer 2003 in Betrieb gegangenen Gasturbine mit 40 Megawatt, deren 550 Grad heiße Abgase anschließend in einem Dampferzeuger, der auch direkt mit Erdgas befeuert werden kann, weitergenutzt werden. Zusammen mit den aus diesem Dampferzeuger gespeisten Gegendruckturbinen, die den Hochdruckdampf von 121 bar auf 16 bar und 4,2 bar entspannen, beträgt die elektrische Leistung 86 Megawatt. Block A wird derzeit erneuert. Dabei wird die alte Gasturbine durch eine neue mit einer elektrischen Leistung von 54 MW ersetzt und der Kessel sowie die beiden Dampfturbinen modernisiert. Der erneuerte Block soll im zweiten Halbjahr 2021 in Betrieb gehen.
Block B des Kraftwerks besteht aus Dampfkesseln, die bis 2020 vorwiegend Steinkohle verfeuerten, die per Binnenschiff auf dem Main angeliefert wurde. Im Zuge des Ausstiegs aus der Kohleverstromung in Deutschland wurden die kohlegefeuerten Kessel 2021 stillgelegt. Bei Bedarf konnten auch Erdgas oder Öl als Primärenergie eingesetzt werden sowie im Industriepark erzeugtes Biogas und Restgase aus anderen Produktionsprozessen. Die elektrische Leistung des Blocks ist mit 66 Megawatt angegeben, das Baujahr mit 1989. Block B wird ersetzt durch ein Gas-und-Dampf-Kombikraftwerk mit zwei Gasturbinen von je 88 MW elektrischer Leistung. Zwei nachgeschaltete Abhitzedampferzeuger können pro Stunde jeweils bis zu 200 Tonnen Hochdruckdampf und 22 Tonnen Niederdruckdampf in das Dampfnetz des Industrieparks einspeisen. Die Gesamtleistung des Kraftwerks wird nach der Inbetriebnahme des neuen Blocks, die für Anfang 2022 vorgesehen ist, auf 478 MW steigen. Durch die Modernisierung von Block A und B sollen die Treibhausgasemissionen im Industriepark Höchst um ca. 1 Million Tonnen jährlich sinken.
Der dritte Kraftwerksblock ist ein 2011 in Betrieb gegangenes Gas-und-Dampf-Kombikraftwerk mit zwei Gasturbinen und einer Gesamtleistung von 96,5 Megawatt.
Markantestes Bauwerk dieser Anlage ist der 1979 errichtete 167 Meter hohe Kamin D582, der farbig angestrichen ist. Der Entwurf für diese Bemalung stammt vom Industriedesigner Friedrich Ernst von Garnier.